# William Cottrell
William H. Cottrell, även känd som Bill Cottrell född 19 november 1906 i South Bend, död 22 december 1995 i Los Angeles, var en amerikansk animationsregissör, animatör och manusförfattare, som arbetade hos Walt Disney.

## Biografi
Cottrell inledde sin karriär på Walt Disney Pictures 1929 som kameraman, men gick sedan över till manusavdelningen.
Han var gift med animatören Hazel Sewell, som var syster till Walt Disneys fru Lillian. Sewell arbetade också hos Disney.
Cottrell var en stor beundrare av bokserien Sherlock Holmes och hade en idé om att göra en filmatisering av Holmes med djur i rollerna. Denna idé kom att bli inspiration för den tecknade Disney-långfilmen Mästerdetektiven Basil Mus som kom ut 1986.

## Filmografi (i urval)
Källor: 
- 1933 – Da'n före da'n
- 1934 – Gräshoppan och myrorna
- 1935 – Tre små kissar
- 1936 – I drömmarnas rike
- 1936 – Musse Piggs rival
- 1938 – Vinken, Blinken och Nick
- 1938 – Den farliga lågan
- 1940 – Pinocchio
- 1941 – Den fredliga draken
- 1942 – Saludos Amigos
- 1944 – Tre Caballeros
- 1953 – Peter Pan